# Janusz Anderman
Janusz Anderman (ur. 7 kwietnia 1949 we Włoszczowie) – polski pisarz, prozaik, tłumacz literatury czeskiej, reżyser, autor scenariuszy filmowych, sztuk teatralnych i słuchowisk radiowych.

## Życiorys
Jest absolwentem filologii słowiańskiej na Uniwersytecie Jagiellońskim. Od 1978 był współredaktorem, a w latach 1980–1988 redaktorem niezależnego kwartalnika „Puls”, pracował ponadto w redakcji „Studenta” w Krakowie, współpracował z Radiem Wolna Europa. W latach 1980–1981 wchodził w skład komisji ds. współpracy z „Solidarnością” Związku Literatów Polskich, w grudniu 1981 uczestniczył w powołaniu Prymasowskiego Komitetu Pomocy Osobom Pozbawionym Wolności i Ich Rodzinom. 5 stycznia 1982 sam został internowany i do 24 lipca tegoż roku przebywał w więzieniu na warszawskiej Białołęce.
Jako prozaik debiutował w 1970 na łamach prasy. Uznanie zyskały jego powieści środowiskowe: debiutancka Zabawa w głuchy telefon (1976), a także Gra na zwłokę (1979), zbiory opowiadań: Brak tchu (kilka wydań bezdebitowych 1983–1988, wydanie poszerzone 1990), Kraj świata (Paryż 1988), Tymczasem (1998). Jego prozę tłumaczono na jedenaście języków, edycje książkowe ukazywały się m.in. w Wielkiej Brytanii, Stanach Zjednoczonych, Szwajcarii i Niemczech. Za powieść Cały czas uzyskał w 2007 nominację do Nagrody Literackiej Nike, w 2009 na jej motywach powstał film Mniejsze zło w reżyserii Janusza Morgensterna. Został ponadto felietonistą „Gazety Wyborczej”. Członek Polskiej Akademii Filmowej i PEN Clubu. Do sierpnia 2020 był członkiem Stowarzyszenia Pisarzy Polskich.
Był jurorem m.in. na 33. Festiwalu Polskich Filmów Fabularnych w Gdyni, a także ekspertem Agencji Scenariuszowej oraz Polskiego Instytutu Sztuki Filmowej.
Był członkiem komitetu poparcia Bronisława Komorowskiego przed wyborami prezydenckimi w 2010 i 2015.

## Życie prywatne
Jego żoną była aktorka Joanna Trzepiecińska. Mają dwóch synów – Wiktora i Karola. Małżeństwo zakończyło się rozwodem.

## Odznaczenia i wyróżnienia
- 2025 – Nagroda 100-lecia ZAiKS-u[11]
- 2011 – Krzyż Kawalerski Orderu Odrodzenia Polski[12]
- 2010 – Nagroda Ministra Kultury i Dziedzictwa Narodowego – Dyplom Honorowy za film Co ja tu robię? Tadeusz Konwicki
- 2010 – Nominacja do Złotego Lajkonika za film Co ja tu robię? Tadeusz Konwicki[13]
- 2009 – Srebrny Medal „Zasłużony Kulturze Gloria Artis”[14]
- 2009 – Nominacja do Literackiej Nagrody Europy Środkowej „Angelus” za To wszystko
- 2008 – Nominacja do Literackiej Nagrody Europy Środkowej „Angelus” za Nowe fotografie
- 2007 – Nominacja do Nagrody Literackiej Nike za Cały czas
- 1999 – Odznaka „Zasłużony Działacz Kultury”
- 1988 – Nagroda Fundacji Singlerów w Australii
- 1981 – Nagroda Fundacji im. Kościelskich za Grę na zwłokę
- 1980 – Nagroda niezależnego kwartalnika literackiego „Zapis”, ufundowana przez Tadeusza Konwickiego, za Grę na zwłokę
- 1976 – Nagroda im. Wilhelma Macha za najlepszy debiut powieściowy roku za Zabawę w głuchy telefon

## Twórczość
Literatura
- Zabawa w głuchy telefon (1976)
- Autostop (1978 pod pseudonimem Marcin Czech)
- Gra na zwłokę (1979)
- Brak tchu (1983)
- Kraj świata (1988)
- Choroba więzienna (ze wstępem Tadeusza Konwickiego, 1992)
- Tymczasem (1998)
- Fotografie (2002)
- Największy słoń na świecie (2003)
- Cały czas (2006)
- Nowe fotografie (2007)
- To wszystko (2008)
- Fotografie ostatnie (2010)
- Łańcuch czystych serc (2012)
- Grzybki halucynogenne (ze wstępem Adama Michnika, 2013)
- Czarne serce (2015)
- Golenie frajerów (2021)
- Taniec św. Wita (2025)

Scenariusze filmowe
- Śnić we śnie, scenariusz, dialogi (1979)
- Białe tango, scenariusz (1981)
- Kraj świata, scenariusz (1993)
- Mniejsze zło, scenariusz (2008)
- Co ja tu robię? Tadeusz Konwicki, scenariusz, reżyseria (2009)[4]

Teatr TV
- Piknik, przekład (1977)
- Palacz zwłok, przekład (1981)
- Dziwne popołudnie doktora Burkego, przekład (1982)
- Oświadczenie (współautor Sławomir Mrożek, 2002)
- Dzień przed zachodem, autor (2003)[4]

Teatr
- Labirynt, autor (1987)
- Amerykańska papieżyca, reżyseria (2000)
- Gra na zwłokę, autor (2006)
- Fotografie, autor (2009)
- Pociągi pod specjalnym nadzorem, autor adaptacji (2017)